# Bruniaceae
Bruniaceae er en familie med 12 slægter og ca. 75 arter i det sydligste Afrika (Kap-provinsen). Det træagtige planter, som kan minde om Lyng. Bladene er skruestillede og hele med hel rand og en bladspids, som bærer kirtler. Blomsterne er samlet i aks eller hoveder. De enkelte blomster er små og firetallige. Frugterne er nødder eller kapsler.
Der kan ses påfaldende ligheder mellem blomsterne hos de nulevende Bruniaceae og dem hos den fossile slægt Actinocalyx fra Kridttiden.